# Kenny Lofton
Kenneth "Kenny" Lofton (31 de mayo de 1967) es un ex jardinero estadounidense de béisbol profesional que jugó para once equipos de las Grandes Ligas, principalmente con los Cleveland Indians.
Fue seleccionado a seis Juegos de Estrellas, ganó cuatro Guantes de Oro y al momento de su retiro ocupaba la 15.ª posición en la historia con 622 bases robadas.
Lofton participó en 11 postemporadas, incluyendo las Series Mundiales de 1995 y 2002 con los Indios de Cleveland y los Gigantes de San Francisco, respectivamente. Desde 2001 a 2007, no permaneció más de una temporada consecutiva con un solo equipo. Solo jugó por más de una temporada para los Indios, 9 1⁄2 en total, ayudando a la organización a ganar seis títulos divisionales. En 2010, fue exaltado al Salón de la Fama de los Indios de Cleveland.
A lo largo de su carrera, Lofton lideró las Grandes Ligas en bases robadas por tres temporadas, y dos veces más en la Liga Americana. En 1994, lideró la Liga Americana en hits. Rompió la marca de 33 bases robadas en postemporada que ostentaba Rickey Henderson en la postemporada de 2007.

## Carrera profesional

### Houston Astros
Lofton fue seleccionado en la 17.ª ronda del draft de 1988 por los Astros de Houston. Debutó en Grandes Ligas el 14 de septiembre de 1991, conectando de 4-3 con un doble y tres carreras anotadas ante los Rojos de Cincinnati. Conectó para promedio de .203 en 20 juegos por el resto de la temporada con los Astros. Como Steve Finley ocupaba el puesto de jardinero central del equipo, los Astros transfirieron a Lofton a los Indios de Cleveland al terminar la temporada, a cambio del receptor Eddie Taubensee y el lanzador Willie Blair.

### Cleveland Indians

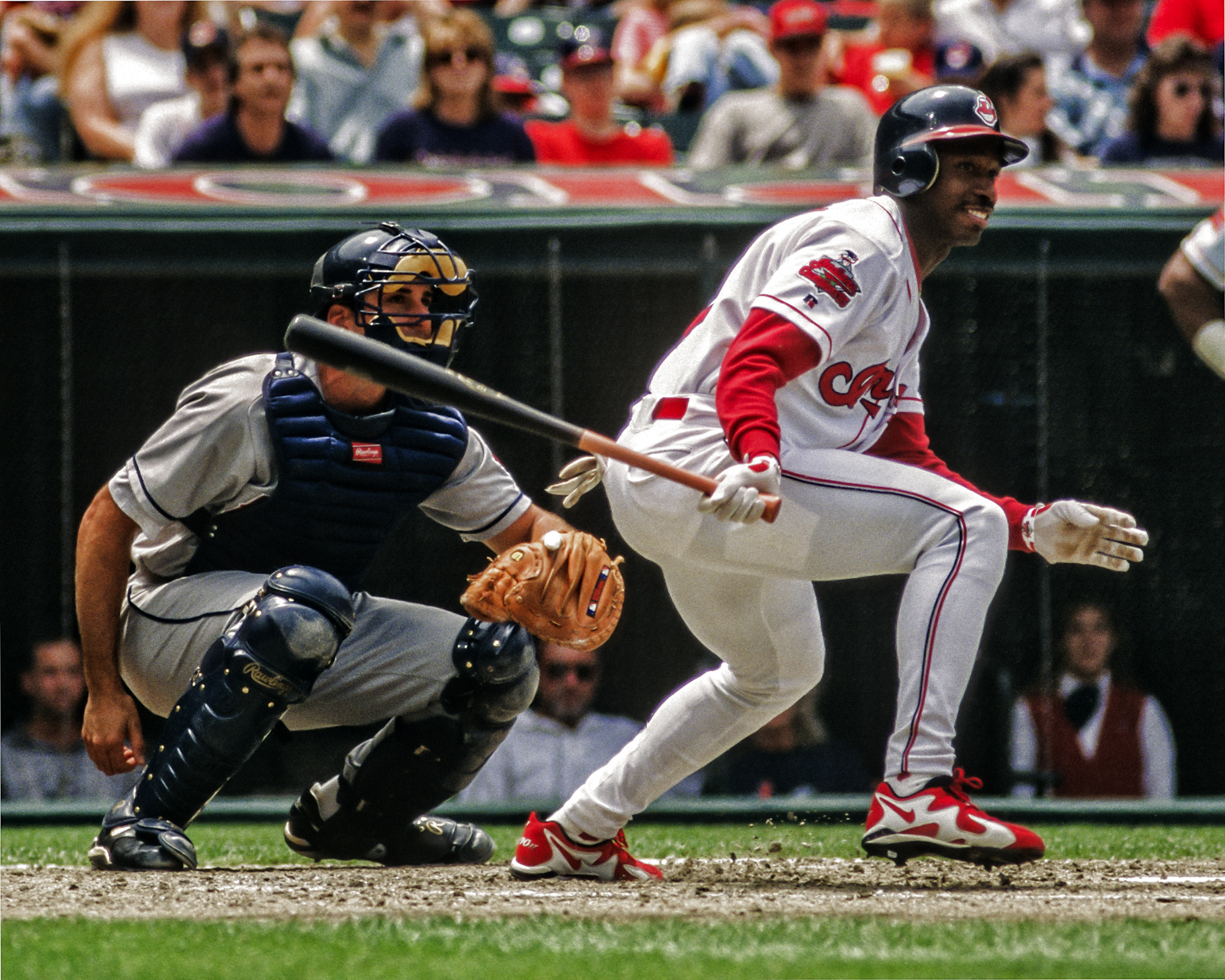
Lofton con los Indios en 1996.

Durante su primera temporada con los Indios, en 1992, Lofton registró promedio de .285 y rompió el récord con 66 bases robadas como novato de la Liga Americana, la mayor cantidad para un novato en Grandes Ligas desde los 110 robos de Vince Coleman en 1985. Finalizó segundo en la votación a Novato del Año de la Liga Americana detrás de Pat Listach de los Cerveceros de Milwaukee, y al finalizar la temporada firmó un contrato de cuatro años y $6,3 millones con los Indios. La siguiente temporada superó su marca registrando 70 bases robadas, liderando también las Grandes Ligas. En 1994 fue invitado a su primer Juego de Estrellas, y lideró la Liga Americana con 160 hits y 60 bases robadas hasta el mes de agosto, cuando culminó repentinamente la temporada debido al paro de la liga que llevó a la cancelación de la Serie Mundial de ese año. Además, finalizó cuarto en la votación al Jugador Más Valioso de la Liga Americana.
En 1995, Lofton con .310 fue uno de seis jugadores de los Indios que registraron promedio de bateo de .300 o más. Lideró por tercera temporada consecutiva la Liga Americana con 54 robos, y lideró las Grandes Ligas con 13 triples. El equipo ganó la Serie de Campeonato de la Liga Americana ante los Marineros de Seattle, la primera vez que clasificaban a la Serie Mundial desde 1954. Sin embargo, perdieron el campeonato ante los Bravos de Atlanta en seis juegos, en los cuales Lofton bateó para promedio de .200 con seis bases robadas.
En 1996, los Indios culminaron la temporada con la mejor marca global (99-62) y Lofton terminó con 75 bases robadas, liderando las Grandes Ligas por segunda vez en cuatro años, además de registrar promedio de .317 y su mejor marca personal con 67 carreras impulsadas. Sin embargo, los Indios perdieron la Serie Divisional ante los Orioles de Baltimore en cuatro juegos. Cerca del final de los entrenamientos primaverales de 1997, los Indios traspasaron a Lofton a los Bravos de Atlanta ya que se convertiría en agente libre al final de la temporada.

### Atlanta Braves
Lofton fue enviado a los Bravos de Atlanta junto al lanzador Alan Embree a cambio de los jardineros Marquis Grissom y David Justice. Para el 19 de abril de 1997, los Bravos tenían marca de 13-3 y Lofton ganó el favor de sus nuevos compañeros al batear para promedio de .453, pero terminó la temporada con promedio de .333 y solo 27 bases robadas, aparte de ser sorprendido robando 20 veces. Los Bravos ganaron la División Este de la Liga Nacional con la mejor marca de todas las Grandes Ligas (101-61), barrieron a los Astros de Houston en la Serie Divisional, pero perdieron ante los Marlins de Florida en la Serie de Campeonato, equipo que a la larga se llevaría la Serie Mundial de 1997 ante los Indios de Cleveland, el anterior equipo de Lofton. Al finalizar la temporada se convirtió en agente libre.

### Regreso a los Cleveland Indians
Antes de iniciar la temporada de 1998, Lofton firmó un contrato de tres años y $24 millones con los Indios de Cleveland. Bateó en la temporada para promedio de .282, con 64 impulsadas y 54 bases robadas, ayudando al equipo a ganar la División Central de la Liga Americana con marca de 89-73, y la Serie Divisional ante los Medias Rojas de Boston, pero perdió la Serie de Campeonato ante los Yankees de Nueva York.
En la temporada 1999, finalizó con promedio de .301, la séptima vez en ocho años de carrera que registraba un promedio mayor a .300, sin embargo fue la primera vez que no robó 50 o más bases con los Indios, al registrar solo 25. Los Indios perdieron la Serie Divisional ante los Medias Rojas de Boston, donde Lofton solo conectó dos hits en 16 turnos al bate y robó dos bases.
El 3 de septiembre de 2000, Lofton igualó una marca de las Grandes Ligas al anotar en carrera por 18.º juego consecutivo, y además igualó una marca de franquicia de los Indios con cinco bases robadas en un juego. Finalizó el 2000 con promedio de .278, 30 bases robadas y 107 carreras anotadas, pero los Indios quedaron a un juego de entrar a la postemporada como comodín. El equipo retornó a postemporada en el 2001, al ganar la división con marca de 91-71, pero perdió la Serie Divisional ante los Marineros de Seattle. En dicho año Lofton registró 66 impulsadas, pero no logró robar más de 20 bases por primera vez en su carrera y tuvo un bajo promedio de bateo de .261. Al finalizar la temporada se convirtió en agente libre.

### Persecución de una Serie Mundial
Como agente libre en 2002, Lofton firmó por un año y $1.025 millones con los Medias Blancas de Chicago. En 93 juegos con el equipo, bateó .259 con 42 impulsadas y 22 bases robadas.
El 28 de julio de 2002, fue transferido a los Gigantes de San Francisco a cambio de los jugadores de ligas menores Ryan Meaux y Félix Díaz. Frente a los Cardenales de San Luis en la Serie de Campeonato de la Liga Nacional, conectó un hit clave para ayudar a los Gigantes a clasificar a la Serie Mundial por primera vez desde 1989. Sin embargo, perdieron la Serie Mundial de 2002 ante los Angelinos de Anaheim en siete juegos, la segunda vez que Lofton pierde la serie en su carrera.
Los Piratas de Pittsburgh firmaron a Lofton por un año y $1.025 millones para comenzar el 2003. Bateó para .277 con 18 bases robadas en 84 juegos con los Piratas, antes de ser transferido a los Cachorros de Chicago, donde se reunió con el mánager Dusty Baker. En 56 juegos con los Cachorros, bateó para .327 y robó 12 bases, ayudando al equipo a ganar la División Central de la Liga Nacional, apenas la sexta vez desde la creación de las divisiones en 1969 que un equipo clasifica a postemporada habiendo perdido 95 o más juegos la temporada anterior. Los Cachorros ganaron la Serie Divisional ante los Bravos de Atlanta, pero perdieron la Serie de Campeonato ante los eventuales campeones de la Serie Mundial de 2003, los Marlins de Florida.
El 23 de diciembre de 2003, Lofton firmó un contrato de dos años y $6,2 millones con los Yankees de Nueva York. El equipo finalizó la temporada 2004 con el mejor récord de la Liga Americana, 101-61, y vencieron a los Mellizos de Minnesota en la Serie Divisional, pero perdieron la Serie de Campeonato ante los Medias Rojas de Boston luego de tener ventaja de 3-0 en la serie, la primera vez en la historia que un equipo es eliminado con tal ventaja. Lofton apareció en solo 83 juegos con los Yankees en temporada regular, registrando promedio de .275 con solo siete bases robadas. El 3 de diciembre de 2004, fue transferido a los Filis de Filadelfia a cambio del lanzador Félix Rodríguez.
Con los Filis, Lofton bateó .335 en 110 apariciones, el mayor promedio del equipo, y además robó 22 bases. Los Filis quedaron a dos juegos de ganar la división, y a un juego del comodín.
El 12 de diciembre de 2006, los Rangers de Texas firmaron a Lofton a un contrato de un año. En 84 juegos con el quipo, bateó para .303 con 16 dobles, antes de ser transferido a los Indios de Cleveland el 27 de julio de 2007 a cambio del receptor de ligas menores Max Ramírez. En el Juego 1 de la Serie Divisional ante los Yankees, Lofton se fue de 4-3 con cuatro impulsadas y una base robada, la cual empató la marca de postemporada con 33 bases robadas impuesta por Rickey Henderson. En el Juego 2 se fue de 3-2 con una base por bolas y anotó la carrera de la victoria en la 11ra entrada. En el Juego 3 de la Serie de Campeonato ante los Medias Rojas, conectó un jonrón de dos carreras ante Daisuke Matsuzaka, convirtiéndose en el séptimo jugador más viejo (40 años) en conectar un cuadrangular en postemporada. En el Juego 4 robo la base 34 de su carrera en postemporada, estableciendo una nueva marca. Los Indios, con ventaja de 3-1 sobre los Medias Rojas, eventualmente perdieron la serie.

## Salón de la Fama
El 7 de agosto de 2010, Lofton fue exaltado al Salón de la Fama de los Indios de Cleveland.
Fue candidato para la elección al Salón de la Fama del Béisbol en 2013. Sin embargo, no recibió el número suficiente de votos para ser nominado en futuras ocasiones.